# Motorni (Rusia)
Motorni (del ruso: Моторный) es un posiólok del raión de Leningrádskaya del krai de Krasnodar, en Rusia. Está situado en la cabecera del arroyo Zubova, afluente del río Miguta, 14 km al suroeste de Leningrádskaya y 134 km al norte de Krasnodar, la capital del krai. Tenía 117 habitantes en 2010.
Pertenece al municipio Úmanskoye.